# Pharyngodictyon mirabile
Pharyngodictyon mirabile är en sjöpungsart som beskrevs av William Abbott Herdman 1886. Pharyngodictyon mirabile ingår i släktet Pharyngodictyon och familjen klumpsjöpungar.
Artens utbredningsområde är Södra Ishavet. Inga underarter finns listade i Catalogue of Life.